# 小行星1902
小行星1902（1902 Shaposhnikov）是一颗围绕太阳公转的小行星。1972年4月18日，塔瑪拉·斯米爾諾娃在克里米亚发现了此天体。
該小行星以俄羅斯天文學家弗拉基米爾·格里戈里耶維奇·沙波什尼科夫（Vladimir Grigorevich Shaposhnikov）命名。
这颗小行星的绝对星等为268.3798692951758等。